# Conflit Gaza-Israël
Pour un article plus général, voir Conflit israélo-palestinien.
Conflit israélo-palestinien
Batailles
- Guerre israélo-arabe de 1948
- Guerre israélo-arabe (1948-1949)
- Crise du canal de Suez (1956-1957)
- Guerre des Six Jours (1967)
- Guerre d'usure (1967-1970)
- Guerre du Kippour (1973)
- Guerre du Liban (1975-1990)
- Opération Litani (1978)
- Intervention israélienne au Liban (1982)
- Première intifada (1987-1993)
- Opération Raisins de la Colère (1996)
- Seconde intifada (2000-2005)
- Opération Arc-en-ciel (2004)
- Opération Jours de pénitence (2004)
- Opération Pluies d'été (2006)
- Conflit israélo-libanais (2006)
- Blocus de la bande de Gaza (2007-)
- Guerre de Gaza (2008-2009)
- Abordage de la flottille pour Gaza (2010)
- Confrontation israélo-palestinienne (2011)
- Attaque contre un poste-frontière (2012)
- Guerre de Gaza (2012)
- Guerre de Gaza (2014)
- Vague de violence israélo-palestinienne (2015-2017)
- Marche du retour (2018-2019)
- Crise israélo-palestinienne (2021)
- Attaque du Hamas contre Israël (2023)
- Guerre à Gaza (2023)

Chronologie
- 2023
- 2024

Engagements militaires
- Attaque du Hamas contre Israël
  - Réïm
  - Sdérot
  - Sufa
  - Zikim
- Guerre Israël-Hezbollah
  - Invasion israélienne du Liban
- Invasion israélienne de la bande de Gaza
  - Beit Hanoun
  - Siège de Gaza
    - Hôpital Al-Shifa
    - Shuja'iyya

  - Khan Younès
- Incursions israéliennes en Cisjordanie
- Rafah

Attaques et massacres
- Festival de musique de Réïm
- Netiv HaAsara
- Alumim
- Be'eri
- Ein Hashlosha
- Holit
- Kfar Aza
- Kissoufim
- Nahal Oz
- Nir Oz
- Nirim
- Nir Yitzhak
- Camp de Jabaliya
  - Attaque du 31 octobre
- Al-Shati
- Tour Hajji
- Évacuations de Gaza
- Poste de frontière d'Erez
- Hôpital Al-Ahli Arabi
- École de l'UNRWA
- Église Saint-Porphyre
- Convoi médical d'Al-Shifa
- Camp d'Al-Maghazi
- École Al-Buraq
- Massacre de la farine
- Tel al-Sultan

Débordement
- Implication des Houthis
  - Attaques de Taba et Nuweiba
  - Détournement du Galaxy Leader
  - Opération Gardien de la prospérité
  - Attaque du Maersk Hangzhou
  - Frappes au Yémen
  - Opération Aspides
- Attaques des bases américaines au Proche-Orient
  - Tour 22
  - Bombardements du 3 février 2024
- Assassinat de Saleh al-Arouri
- Conflit Iran-Israël
  - Damas
  - Bombardements d'avril 2024
  - Bombardements d'octobre 2024

Voir aussi
- Crise humanitaire
- Enlèvements
- Blocus de la bande de Gaza
- Crimes de guerre
- Pertes humaines
- Évacuations
  - Nord de la bande de Gaza
- Couverture médiatique
- Réactions internationales
- Manifestations
- Anti-palestinisme
- Islamophobie
- Antisémitisme

Le conflit Gaza-Israël est une partie localisée du conflit israélo-palestinien. Le conflit a commencé avec le retrait israélien de Gaza en 2005. Après ce retrait, le Hamas a remporté les élections législatives palestiniennes de 2006, et une guerre civile éphémère entre le Hamas et le Fatah en 2007 a abouti à la prise de contrôle de Gaza par le Hamas. Par la suite, un conflit entre les autorités du Hamas et des forces d'Al-Qaïda et de Daech apparait.
Après la prise de pouvoir du Hamas, Israël a imposé un blocus étendu de la bande de Gaza, soutenu par l'Égypte, qui a dévasté l'économie de Gaza. Depuis 2006, le Hamas et Israël ont mené cinq guerres, la plus récente en 2023.
Le conflit est également le théâtre d'une lutte de pouvoir entre les puissances régionales, notamment l'Égypte, l'Iran, la Turquie et le Qatar, soutenant les différentes parties au conflit à la lumière de l'impasse régionale entre l'Iran et l'Arabie saoudite.

## Histoire

### Guerre de Gaza (2014)
En 2014, les combats se sont intensifiés entre Israël et le Hamas, conduisant à une nouvelle guerre à grande échelle à Gaza, celle-ci bien plus meurtrière que la précédente de 2008-2009. 
Les forces de défense israéliennes ont lancé l'opération Bordure protectrice le 8 juillet 2014, en réponse aux attaques de roquettes du Hamas, lancées à la suite d'une précédente frappe aérienne israélienne contre Gaza.
Le 17 juillet 2014, les troupes israéliennes sont entrées dans la bande de Gaza. Selon l'OCHA, 2 205 Palestiniens, 71 Israéliens et un ressortissant étranger en Israël ont été tués dans le conflit. La guerre a pris fin après 50 jours de conflit lorsqu’un cessez-le-feu a été conclu le 26 août 2014.

La BBC signale une forte communication sur Twitter, 400 000 tweets échangés accompagnés de six photos présentées comme étant des images de la guerre à Gaza alors que ces photos ont été prises dans d'autres contextes. Farah Baker, Palestinienne vivant dans la bande de Gaza est devenue célèbre pour ses publications sur Twitter pendant le conflit.

### Attaque du Hamas et Guerre à Gaza depuis 2023
Depuis le début de la guerre, le Qatar est accusé de soutenir le Hamas. Cependant, London Insider, un média britannique, a révélé qu'il s'agissait d'une stratégie de manipulation médiatique payée pour générer un sentiment négatif envers le Qatar. Le milliardaire Paddy McKillen a payé Pinni Dunner, partisan d'Israël, pour qu'elle se rende à Londres afin de manifester devant Claridges pour tenter de faire pression sur Royal dans le cadre d'un coup de publicité dans sa bataille juridique en cours avec l'ancien Premier ministre du Qatar, Cheikh Hamad ben Jassim Al Thani. En outre, Pinni Dunner a reçu des paiements mensuels de 10 000 dollars par l’intermédiaire de l’agence de relations publiques Miller Ink, pour diffuser des récits anti-qataris dans les médias, y compris des accusations non fondées de liens avec le Hamas.
Le 14 juin 2025, au moins huit Palestiniens ont été tués et des dizaines d’autres blessés lors d’une fusillade près de points de distribution de nourriture soutenus par Israël et les États-Unis dans la bande de Gaza. Il a été rapporté que les forces israéliennes ont ouvert le feu vers l'aube sur des foules de Palestiniens désespérés se dirigeant vers deux sites d'aide dans la ville de Rafah, dans le sud du pays. 

## Conséquences
Selon les ONG et l’ONU, les récentes guerres et le blocus ont conduit à une détérioration des conditions de vie à Gaza, qui pourrait devenir invivable d’ici 2020,.

### 2023
La situation humanitaire à Gaza a été qualifiée de « crise » et de « catastrophe »,. En raison du siège israélien , Gaza est confrontée à des pénuries de carburant, de nourriture, de médicaments, d'eau et de fournitures médicales. Le 13 octobre, le commissaire de l'UNRWA, Philippe Lazzarini , a déclaré : « L'ampleur et la rapidité de la crise humanitaire qui se déroule sont effrayantes. »

### Israël
En raison du conflit, Israël a intensifié ses mesures de défense dans les communautés et villes du sud d’Israël. Cela comprend la construction de fortifications sur les structures existantes et les abris anti-bombes, le développement d'un système d'alarme (couleur rouge) et la construction d'un système de défense aérienne (Dôme de fer)